# Guo Moruo
Guo Moruo, född 16 november 1892 i Leshan, Sichuan, död 12 juni 1978 i Peking, var en kinesisk poet, författare, arkeolog och politiker.
Han kom från en relativt välbeställd hakka-familj i Sichuan som härstammade från Ninghua härad i Fujian-provinsen. Han studerade först vid Shishi gymnasium i Chengdu och fick därefter möjlighet att studera medicin i Japan 1914, där han började bli mer intresserad av litteratur och påverkades av Wang Yangming, Rabindranath Tagore och Walt Whitman.
1917 inledde han sin litterära karriär med att översätta Tagores poesi till kinesiska och började snart skapa egna verk. 1921 publicerade han sin första poesisamling, Nüshen ("Gudinnor") som etablerade hans rykte som en nyskapande poet på det kinesiska talspråket i Fjärde maj-rörelsens anda. I Japan lärde han bland annat känna Yu Dafu och 1921 var han med om att grunda det litterära Skapelseförbundet, som under två år var centrum för hans litterära aktiviteter.
I februari 1924 återvände Guo till Kina och bosatte sig i Shanghai. Det politiska radikaliseringen i Kina påverkade honom starkt och han började intressera sig för marxismen. 1925 gick han med i Kuomintang, som då samarbetade med Kinas kommunistiska parti. Han deltog i Nordfälttåget 1926 som propagandist, men när Chiang Kai-shek började rensa ut kommunister från Kuomintang 1927 tog Guo kommunisternas parti och begav sig till Nanchang strax efter det misslyckade Nanchangupproret i augusti 1927. Han gick med i kommunistpartiet vid denna tid, men flydde sedan till Japan, där han stannade i tio år och genomgick en av sina litterärt mest produktiva perioder.
När det andra kinesisk-japanska kriget bröt ut i juli lämnade han sin familj i Japan och begav sig till Shanghai. I takt med att japanska styrkor erövrade stora delar av Kinas kustland flydde Guo inåt land och bosatte sig sedan i nationalistregeringens tillfälliga huvudstad i Chongqing. 
Under det kinesiska inbördeskriget deltog Guo som "partilös" i Kinesiska folkets politiskt rådgivande konferens i arbetet med förbereda utropandet av Folkrepubliken Kina hösten 1949. Efter kommunisternas maktövertagande uppbar han en rad viktiga positioner under den nya regimen, han var bland annat chef för den kinesiska vetenskapsakademin. Under 1940- och 1950-talet arbetade han intensivt med att representera Kina i den sovjetiska frontorganisationen Världsfredsrådet på olika håll i världen, då han bland annat besökte Stockholm flera gånger. 1951 belönades han med Stalins fredspris.
Under kulturrevolutionen utsattes att för förföljelser och två av hans söner begick självmord. Efter kulturrevolutionens slut lyckades han återfå en stor del av sitt inflytande.